# Germain Louis Chauvelin
Germain Louis Chauvelin, markiz de Grosbois (ur. 1685, zm. 1762 w Paryżu) – francuski polityk. Chauvelin był garde des sceaux (strażnikiem pieczęci) i secrétaire d'État aux Affaires étrangères (MSZ) Ludwika XV w latach 1727–1737.

## 1685–1727
Germain Louis Chauvelin pochodził z rodziny adwokatów parlamentu paryskiego, która osiedliła się w stolicy około roku 1530 niedaleko placu Maubert. W XVII wieku jedna z gałęzi rodziny skoligaciła się z kanclerzem Michelem Le Tellier, który wspierał Chavelinów w rozwoju ich karier urzędniczych. Ojcem Germaina Louisa Chauvelina był Louis III Chauvelin, który pełnił funkcję intendenta w prowincji Franche-Comté w latach 1673-1684 i w Pikardii (1684–1694). Matką była Marguerite Billard.
Dnia 1 listopada 1706 roku, Germain Louis Chauvelin został członkiem rady królewskiej, gdzie m.in. odpowiadał za korespondencję kancelarii królewskiej (grand rapporteur et correcteur des lettres de chancellerie). 31 maja roku 1711, uzyskał stanowisko maître des requêtes. Gdy jego starszy brat Louis IV Chauvelin zmarł w roku 1715, Chauvelin przejął jego stanowisko generalnego adwokata parlamentu paryskiego (avocat général parlement de Paris), dalej w roku 1718, został président à mortier stając się jednym z najważniejszych prawników w królestwie. poślubił bogatą dziedziczkę Anne Cahouet de Beauvais Mieli razem kilkoro dzieci: 
- Anne Espérance, której mężem został François Colbert de Maulévrier;
- Anne Madeleine, której mężem został Louis Michel Chamillart;
- Anne Sabine Rosalie, której mężem został Jean François de La Rochefoucauld;
- Henri Philippe (1716–1770), zwany księdzem de Chauvelin (abbé de Chauvelin).

marszałek d'Huxelles, który przewodniczył Radzie spraw zagranicznych (conseil des affaires étrangères) od roku 1718, przedstawił Chauvelina kardynałowi André Hercule de Fleury. Germain został jego współpracownikiem i doradcą. Gdy Fleury w roku 1726 został pierwszym ministrem (tzw. principal ministre), uczynił Chauvelina garde des sceaux.

## 1727–1737
Dnia 17 sierpnia roku 1727, gdy zdymisjonowano sekretarza spraw zagranicznych Charles’a de Morville, Chauvelin przejął jego stanowisko.
Jako garde des sceaux, Chauvelin musiał dzielić swe kompetencje z ówczesnym kanclerzem, którym był Henri François d’Aguesseau. Dnia 2 września 1727 roku, król rozgraniczył kompetencje obu urzędników: d’Aguesseau zachował prezydencje rady i prawo reprezentowania króla w parlamencie, a Chauvelin dysponował pieczęcią królewską i biblioteką kancelarii. Chauvelin przejął też obowiązki cenzora. Stanowisko było lukratywne. W roku 1731 mógł kupić sobie pałac w Grosbois.
Jako secrétaire d'État aux Affaires étrangères, Chauvelin nastawiony był na konkurencję, a w razie potrzeby walkę z Austrią. Był również sceptyczny co do sensu utrzymywania aliansu z Wielką Brytanią. Fleury, pacyfista często negocjował za jego plecami (en sous-main), jak w roku 1735, gdy kardynał prowadził tajne rokowania pokojowe z Austrią, podczas gdy Chauvelin prowadził własne, związane z wojną z tym państwem.
Premier brytyjski Robert Walpole (1721–1742) wielokrotnie skarżył się Fleury’emu na prowokacyjne zachowanie Chauvelina. 
20 lutego 1737, Chauvelin, którego Fleury już nie potrzebował, został odesłany do swego zamku w Grosbois, niedaleko Bourges.

## 1737–1762
Chauvelin próbował zyskać poparcie Ludwika XV, gdy w styczniu roku 1743 Fleury zmarł, lecz popadł tylko w jeszcze większą niełaskę. Wycofał się do Issoire, niedaleko Riom. Jean de Viguerie twierdzi, że powodem było to, że król żałował, że tak często zwierzał się Chauvelinowi.
W kwietniu roku 1746 mógł wrócić do Paryża, ponieważ wstawili się za nim René Louis de Voyer de Paulmy d’Argenson i Jean-Frédéric Phélypeaux, lecz Chauvelin nie uczestniczył już czynnie w życiu politycznym. Zmarł w roku 1762.